# NGC 3463
NGC 3463 é uma galáxia espiral (Sb) localizada na direcção da constelação de Hydra. Possui uma declinação de -26° 08' 25" e uma ascensão recta de 10 horas, 55 minutos e 13,3 segundos.
A galáxia NGC 3463 foi descoberta em 26 de Março de 1835 por John Herschel.